# John Sterling Kingsley
Pour les articles homonymes, voir Kingsley.
John Sterling Kingsley est un zoologiste américain, né le 7 avril 1854 à Cincinnati et mort le 29 août 1929.

## Biographie
Il est le fils de Lewis et de Julia A. (née Kingman) Kingsley. Il obtient son Bachelor of Arts au Williams College en 1875, un Doctorat of Sciences à l’université de Princeton en 1885. Il passe une année (1891-1892) à l’université de Fribourg-en-Brisgau. Il se marie avec Mary Emma Read le 31 janvier 1882.
Kingsley est conservateur du muséum d'histoire naturelle Peabody de 1876 à 1878, puis assistant à la commission entomologique du gouvernement américain de 1877 à 1880, puis conservateur à la Société d’histoire naturelle de Worcester, puis professeur de zoologie à l’université de l'Indiana de 1887 à 1889, puis professeur de biologie à l’université du Nebraska de 1889 à 1891, puis au Tufts College de 1892 à 1913, enfin, professeur de zoologie à l’université de l'Illinois de 1913 à 1921.
Il dirige plusieurs publications comme The Standard Natural History de 1882 à 1886, de The American Naturalist de 1884 à 1896, du Journal of Morphology de 1910 à 1920. Il traduit en anglais le Manual of Zoology de Richard Hertwig (1850-1937) (1902, troisième édition revue en 1912). Il dirige la parution de The Riverside natural history, six volumes vers 1888, ouvrage auquel participent Charles Conrad Abbott (1843-1919), Joel Asaph Allen (1838-1921), Walter Bradford Barrows (1855-1923) et d’autres.

## Liste partielle des publications
- 1878 : (en) Notes on the North American Caridea in the Museum of the Peabody Academy of Science at Salem, Mass. Proceedings of the Academy of Natural Sciences of Philadelphia, volume 30, pages 89-98 (URL stable sur JSTOR).
- 1878 : (en) A synopsis of the north American species of the genus Alpheus. Bulletin of the United States Geological and Geographical Survey, volume 4, pages 189–199.
- 1879 : (en) On a collection of Crustacea from Virginia, North Carolina, and Florida, with a revision of the genera of Crangonidae and Palaemonidae. Proceedings of the Academy of Natural Sciences of Philadelphia, volume 31, numéro 3 (Nov. - Déc., 1879), pages 383-427 (URL stable sur JSTOR).
- 1881 : (en) Contributions to the anatomy of the holothurians.
- 1882 : (en) The naturalist’s assistant: a hand-book for the collector and student (Boston, S. E. Cassino).
- 1888 : (en) The Riverside natural history (Houghton, Mifflin and company, Boston et New York) — Version numérique consultable librement sur Archive.org
- 1894 : (en) The classification of the Arthropoda.
- 1897 : (en) Elements of comparative zoology (New York, H. Holt and Company) — nouvelle édition revue en 1907 — Version numérique consultable librement sur Archive.org.
- 1902 : (en) The cranial nerves of Amphiuma.
- 1907 : (en) Necturus, an urodele amphibian (New York, H. Holt and company).
- 1907 : (en) The dogfish (New York, H. Holt and company).
- 1907 : (en) The frog (New York, H. Holt and company).
- 1912 : (en) Comparative anatomy of vertebrates (Philadelphie, P. Blakiston’s son & co.) — réédition revue en 1912 et en 1926.
- 1925 : (en) The vertebrate skeleton from the developmental standpoint (Philadelphie, P. Blakiston’s Son & Co.).

## Source
- Allen G. Debus (dir.), World Who’s Who in science. A biographical dictionary of notable scientists from antiquity to the present, Chicago, Marquis-Who’s Who, 1968, XVI-1855 p.